# Autumn
Gli Autumn sono una band gothic metal di Groningen, Paesi Bassi, nata nel 1995.

## Formazione

### Formazione attuale
- Marjan Welman - voce (ospite negli Ayreon)
- Mats van der Valk - chitarra
- Jens van der Valk - chitarra (ex-God Dethroned)
- Jan Munnik- tastiere
- Jerome Vrielink - basso
- Jan Grijpstra - batteria

### Ex componenti
- Welmoed Veersma - voce
- Nienke de Jong - voce
- Bert Ferwerda - chitarra
- Jasper Koenders - chitarra
- Jeroen Bakker - chitarra
- Meindert Sterk - basso
- Menno Terpstra- tastiere
- Hildebrand van de Woude - batteria

## Discografia

### Album in studio
- 2002 - When Lust Evokes the Curse
- 2004 - Summer's End
- 2007 - My New Time
- 2009 - Altitude
- 2011 - Cold Comfort
- 2019 - Stacking Smoke

### Demo
- 1997 - Samhain
- 1999 - Autumn

### EP
- 2001 - Spring Starts with Autumn

### Singoli
- 2005 - Gallery of Reality